# Harrisburg, Liberia
Harrisburg är ett township i Liberia. Det ligger i Montserrado County, i den västra delen av landet, 28 km nordost om huvudstaden Monrovia.